# Štadión na Sihoti
El Štadión na Sihoti abreviado de Mestský futbalový štadión na Sihoti es un estadio de fútbol ubicado en la ciudad de Trenčín, Eslovaquia. El estadio fue inaugurado en 1960 y se encuentra directamente debajo del Castillo de Trenčín, es la sede del club de fútbol FK AS Trenčín de la Superliga de Eslovaquia.
El estadio fue construido en la década de 1960 y originalmente tenía una capacidad de 18 000 espectadores, pero de acuerdo con las restricciones actuales de seguridad en los estadios de Eslovaquia, hoy solo se utiliza la tribuna principal. En noviembre de 2016, comenzaron los trabajos de reconstrucción del estadio en distintas etapas, después de la renovación total, el estadio debería ofrecer una capacidad de 10 500 asientos. En total, el costo de los trabajos de construcción debería ascender a 6,3 millones de euros, de los cuales el FK AS Trenčín se hará cargo de 3,9 millones de euros, el resto es financiado por un proyecto de renovación de estadios del estado eslovaco.
El estadio de Trenčín es una de las cinco sedes de la Campeonato Europeo de la UEFA Sub-19 2022.

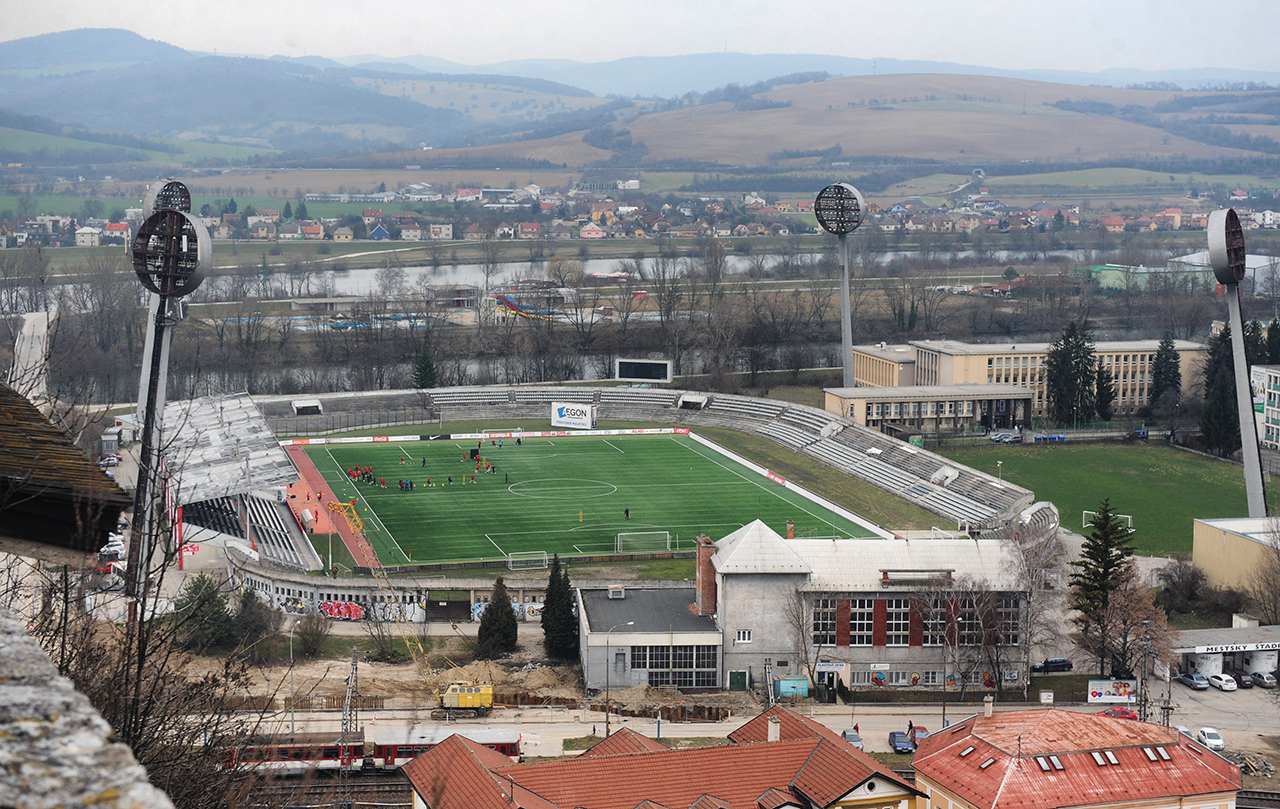
Antiguo estadio
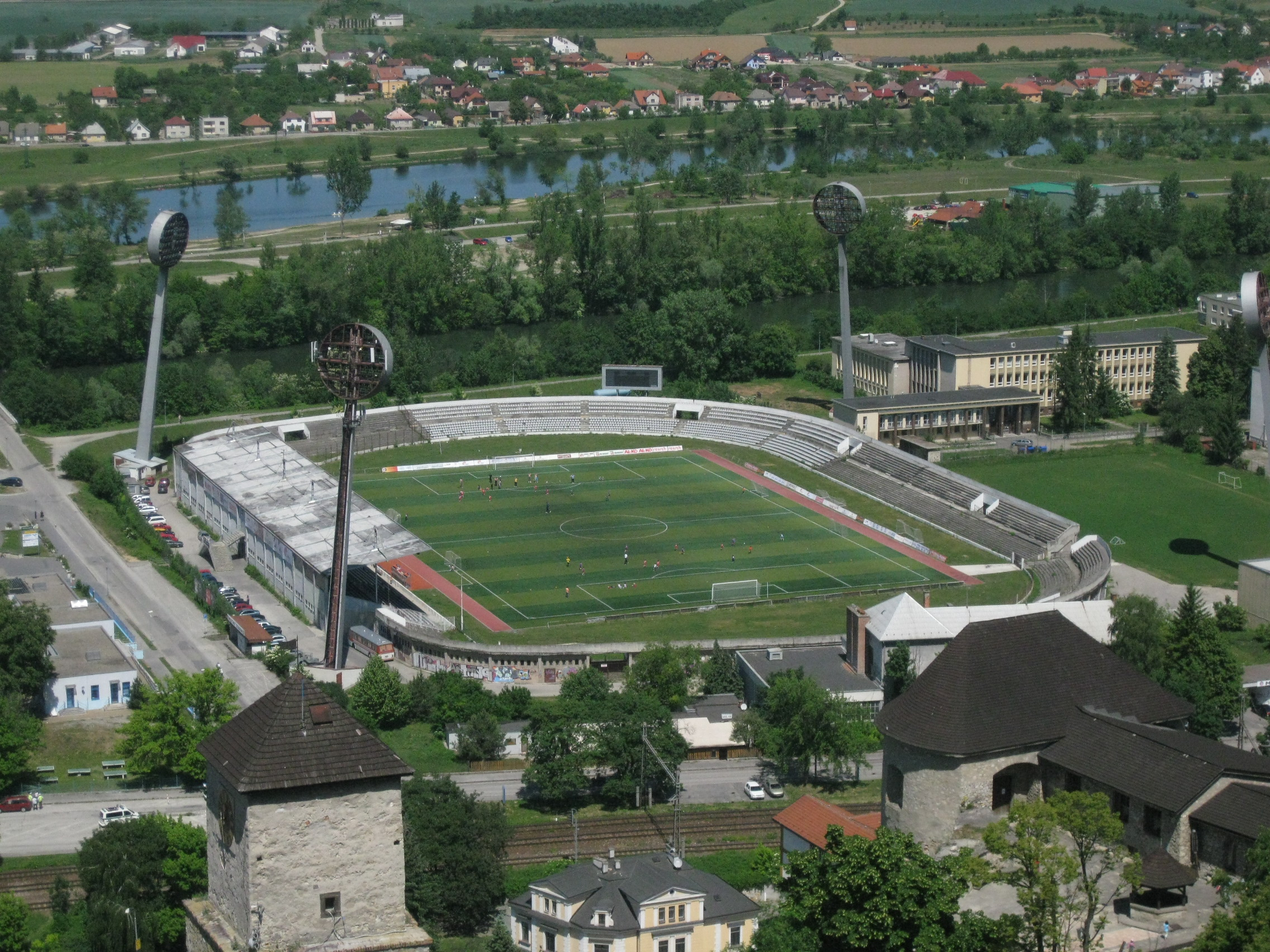
Antiguo estadio